# Нові Белиці
Нові Белиці (пол. Nowe Bielice, нім. Neu Belz) — село в Польщі, у гміні Бесекеж Кошалінського повіту Західнопоморського воєводства.
Населення — 917 осіб (2011).

## Демографія
Демографічна структура станом на 31 березня 2011 року:
|          | Загалом | Допрацездатний вік | Працездатний вік | Постпрацездатний вік |
| -------- | ------- | ------------------ | ---------------- | -------------------- |
| Чоловіки | 440     | 85                 | 333              | 22                   |
| Жінки    | 477     | 88                 | 324              | 65                   |
| Разом    | 917     | 173                | 657              | 87                   |